# Gloria Lisé
Gloria Lisé (* 22. März 1961) ist das Pseudonym einer argentinischen Schriftstellerin, Dramatikerin, Rechtsanwältin, Professorin und Musikerin.

## Biografie
Lisé wurde 1961 in der Provinz Salta im Nordwesten Argentiniens geboren. Während ihrer Primar- und Sekundarschulbildung erlernte sie Klavier und Cello am Musikkonservatorium von Salta. Sie war auch professionelle Sängerin im Chor der Provinz Tucumán.
Lisé war 15, als 1976 der Militärputsch gegen die Regierung von Isabel Martínez de Perón stattfand und eine Militärjunta die Kontrolle über Argentinien übernahm. Die politischen Turbulenzen dieser Zeit inspirierten sie, ihre Romane Viene Clareando und Paisaje de Final de Época zu schreiben. Beide Bücher behandeln die Auswirkungen des Staatsterrorismus auf die Bürger.
Sie erhielt ihren Abschluss in Rechtswissenschaften an der Nationalen Universität Tucumán und einen Master-Abschluss in Bewertung des Natur- und Kulturerbes von der Katholischen Universität von Salta. Lisé schreibt Bücher und trägt Veröffentlichungen zum künstlerischen und kulturellen Erbe bei.
Lisé ist Anwältin und Lehrkraft an der Nationalen Universität von Salta.

## Werk
Sie ist die Autorin von Con los Pies en el Escenario: Trayectoria del Grupo Arte Dramático y su Director Salo Lisé (2003), ein Buch über das Leben ihres Vaters Salo Lisé (1904–2004), der ein in Tucumán geborener berühmter Schauspieler, Theaterregisseur und Dramatiker war. Außerdem verfasste sie den Roman Viene Clareando (2005), der von der „Comisión Nacional Argentina para la Protección de las Bibliotecas Populares“ (zu Deutsch: Nationale Kommission zum Schutz der öffentlichen Bibliotheken) ausgewählt wurde, und den Roman Paisaje de Final de Época, der 2012 den ersten Preis der Provinz Salta in der Kategorie Literatur erhielt. Viene Clareando, dessen Titel das berühmte gleichnamige Lied von Atahualpa Yupanqui zitiert, wurde von The Feminist Press (CUNY) unter dem Titel Departing at Dawn in den Vereinigten Staaten 2009 veröffentlicht. In Brasilien wurde es 2013 mit dem portugiesischen Titel Vem Clareando vom Incentivar Verlag veröffentlicht. 2015 wurde es von der Biblioteca de Textos Universitarios auf Spanisch neu aufgelegt.
Sie ist die Biografin der Anthropologin und Hochgebirgsarchäologin Constanza Ceruti, die 1999 zusammen mit Johan Reinhard die Llullaillaco-Mumien in den Anden entdeckte. Das Buch Donde el cielo besa la tierra, in dem Lisé die Entdeckung beschreibt, wurde 2017 veröffentlicht.
Das Buch Gertrudis Chale beschreibt das Leben und Werk von Gertrudis Chale (* 1898 in Wien – 1954 in La Rioja), einer österreichisch-jüdischen Malerin, die Mitglied der Künstlergruppe Grupo de Tartagal war. Sie malte indigene Motive und Landschaften aus dem Nordwesten Argentiniens.

## Einige Veröffentlichungen
- Con los pies en el escenario: trayectoria del Grupo Arte Dramático y su director Salo Lisé. Selbstverlag 2003, ISBN 987-43-5586-7, 2003.[8]
- Viene Clareando. Leviatán Verlag, 2005.[9]
- Departing at Dawn (The Feminist Press; CUNY, 2009).[10]
- Vem Clareando (2013, Incentivar Verlag)
- Paisaje de Final de Época, Leviatán Verlag, ISBN 978-987-514-970-0
- Donde el cielo besa la tierra. Biografía de Constanza Ceruti la Arqueóloga de Alta Montaña que descubrió las Momias del Llullaillaco, 2017, Mundo Editorial, ISBN 978-987-698-199-6
- Gertrudis Chale Pintora de los suburbios y de las montañas, Leviatán Verlag, 2018
- Gertrudis Chale Pintora „Como un ángel de greda“, editorial Salta: Mundo Gráfico Salta Editorial, 2023, ISBN 978-987-698-420-1

### Theaterstücke
- Pistas, huellas, marcas y deseo, 2011.[11]
- Leales, 2012.